# 미라 사이얼
미라 사이얼(Meera Syal, CBE, FRSL, 1961년 6월 27일 ~ )은 잉글랜드의 코미디언, 작가, 극작가, 가수, 저널리스트, 배우이다.

## 출연 작품
- 예스터데이 (2019)
- 호두까기 인형과 4개의 왕국 (2018)
- 아마르 악바르 & 토니  (2015)
- 앱솔루틀리 애니씽 (2015)
- 발리우드 카르멘 (2013)
- 환상의 그대 (2010)
- 데저트 플라워 (2009)
- 지킬 (2007)
- 스쿠프 (2006)
- 아니타 & 미 (2002)
- 홀비시티 시즌1 (1999)
- 뷰티풀 씽 (1996)
- 해변의 바지 (1993)
- 새미와 로지 잠자리에 들다 (1987)
- 스크린 투 (1985)
- 더 빌 (1984)